# Molophilus (Molophilus) rachius
Molophilus (Molophilus) rachius is een tweevleugelige uit de familie steltmuggen (Limoniidae). De soort komt voor in het Oriëntaals gebied.